# テイク8
『テイク8』（テイクエイト）は、上田慎一郎監督による2015年製作の日本の短編映画。2018年10月12日より、『上田慎一郎ショートムービーコレクション』の一篇として劇場公開。

## 製作・公開
八王子市の短編映画祭「八王子Short Film映画祭」出品用に製作された作品。上田は前年製作の『Last Wedding Dress』から2年連続の出品となった。同映画祭主催の八王子日本閣の支援を受けて製作され、撮影場所もその結婚式場である。2015年12月6日の同映画祭で初公開された。同映画祭でグランプリを受賞したことで、八王子日本閣のYouTubeチャンネルで本編が公開されている。
2017年4月16日から監督の上田の妻のふくだみゆき監督作『マシュマロ×ぺいん』と日替わりで3日間、『ナポリタン』との2本立てで下北沢トリウッドにて上映された。
上田の監督作である映画『カメラを止めるな!』のヒットを受けて、2018年8月24日からはギャガの動画配信サイト「青山シアター」でも無料配信されている。他、日本映画インフラストラクチャ協会の「Donation Theater」でも同年8月16日から有料配信されていた（現在は終了）。同年10月からはオムニバス映画『上田慎一郎ショートムービーコレクション』の一篇として劇場公開され、2019年8月28日発売のDVD版にも収録される。
日本国外では、2019年1月28日にヨーロッパで発売された『カメラを止めるな!』（One Cut Of The Dead）のBlu-rayの映像特典に英語字幕付きの本作が含まれている。

## ストーリー
自主映画監督の隆夫（芹澤興人）は恋人の茜（山本真由美）を花嫁役に「結婚」をテーマにした新作を撮影していた。撮影は快調に進み、残すは1シーンのみだったがそのシーンに出演する花嫁の父親役の役者が現場に来ない。そこで見学に来ていた茜の実の父・徹（牟田浩二）が代役として出演することになるが、徹は隆夫に難癖をつけ、撮り直しを何テイクも要求する。

## キャスト
- 芹澤興人 - 日暮隆夫
- 山本真由美 - 菅佐原茜
- 牟田浩二 - 菅佐原徹
- 山口友和 - 新郎役の俳優
- 細川佳央 - 先輩助監督
- 福島龍一 - 後輩助監督
- 北井敏浩 - カメラマン
- 曽我真臣 - 録音マン 坪

## スタッフ
- 監督・脚本・編集：上田慎一郎
- 撮影：曽根剛
  - 撮影補佐：松谷嶺、東城幸久
- 録音：古茂田耕吉
- ヘアメイク：菅原美和子
- 美術・記録：ふくだみゆき
- 助監督：松本純弥
- 制作：坂川良
  - 制作補：内藤奈採
- ウェディングメイク：小磯亜希子
- 主題歌：オトホリック「それだけ」
- 協力：ブライダルサロン「HANA」、株式会社ビューティトップヤマノ
- 製作：八王子日本閣 -noce ange-
- 制作プロダクション：PANPOKOPINA

## 受賞歴
- 「第3回 八王子Short Film映画祭」グランプリ
- 「第3回 岩槻映画祭」グランプリ・観客賞
- 「第3回 あわら湯けむり芸術祭」グランプリ
- 「第9回 おもいがわ映画祭」グランプリ
- 「第33回 TOKYO月イチ映画祭」グランプリ
- 「SKIPシティ国際Dシネマ映画祭2016」（短編部門）奨励賞・観客人気投票2位
- 「第15回 西東京市民映画祭」優秀作品賞（2位）・西東京商工会長賞
- 「福岡インディペンデント映画祭2016」優秀賞

## エピソード
本作のクラインクイン4日前に、監督の上田と記録のふくだみゆきは自身らの結婚式を挙げている。結婚をテーマとしていることや主人公が上田と同じ自主映画監督である設定から、上田自身と重なる点が多く「今しか撮れなかった映画」と上田は語っている。ただし、本作の内容のように親から結婚を反対されるようなことはなかったとのことである。